# Казахстан на зимних юношеских Олимпийских играх 2024
Казахстан принимал участие в IV зимних юношеских Олимпийских играх, которые проходили с 19 января по 1 февраля 2024 года в Канвондо (Республика Корея). Страну представляли 41 спортсмен, соревновавшихся в 9 видах спорта. Знаменосцами страны на церемонии открытия игр были шорт-трекист Ерасыл Шынгысхан и конькобежка Кристина Шумекова.
Золотая медаль, которую завоевал Илья Мизерных в прыжках с трамплина, стала первым «золотом» в истории участия Казахстана на зимних юношеских Олимпийских играх.

## Медалисты
| Золото | |                                                 |           |
| №      | Спортсмены | Вид спорта (дисциплина)                         | Дата      |
| 1      | Илья Мизерных | Прыжки с трамплина (нормальный трамплин, юноши) | 20 января |
| Бронза | |                                                 |           |
| №      | Спортсмены | Вид спорта (дисциплина)                         | Дата      |
| 1      | Полина Омельчук | Шорт-трек (1000 м, девушки)                     | 21 января |
| 2      | Темирлан Айболулы, Ануар Ахметжанов, Таир Бигаринов, Егор Кравченко, Арсений Кучковский, Никита Кулаков, Бексултан Макыш, Роман Мичуров, Матвей Решетко, Адильхан Саттар, Жахангер Тлеухан, Арман Толен, Расул Турсынов | Хоккей (3x3, юноши)                             | 25 января |

## Состав сборной
Биатлон
1. Кирилл Зотов
2. Антон Редькин
3. Ильяс Хасенов
4. Мария Воробьёва
5. Алема Карабаева
6. Эвелина Мезенцева

 Горнолыжный спорт
1. Ростислав Хохлов
2. Александра Скороходова

 Кёрлинг
1. Ибрагим Тастемир
2. Мерей Тастемир

 Конькобежный спорт
1. Руслан Жанадилов
2. Михаил Матрюхин
3. Алина Шумекова
4. Кристина Шумекова

 Лыжные гонки
1. Берик Боранбаев
2. Аубакир Тотанов
3. Милана Мамедова
4. Виолетта Митропольская

 Прыжки на лыжах с трамплина
1. Илья Мизерных
2. Илья Шильников
3. Алёна Свириденко
4. Софья Шишкина

 Фристайл
1. Денис Раструба
2. Юлия Феклистова

 Хоккей
1. Темирлан Айболулы
2. Ануар Ахметжанов
3. Таир Бигаринов
4. Егор Кравченко
5. Арсений Кучковский
6. Никита Кулаков
7. Бексултан Макыш
8. Роман Мичуров
9. Матвей Решетко
10. Адильхан Саттар
11. Жахангер Тлеухан
12. Арман Толен
13. Расул Турсынов

 Шорт-трек
1. Мейиржан Толеген
2. Ерасыл Шынгысхан
3. Анастасия Астраханцева
4. Полина Омельчук

## Биатлон
| Спортсмен                                                       | Дисциплина                                   | Время     | Стрельба | Место |
| --------------------------------------------------------------- | -------------------------------------------- | --------- | -------- | ----- |
| Кирилл Зотов                                                    | Юноши, индивидуальная гонка, 12,5 км         | 45:55.0   | 1+1+0+1  | 23    |
| Кирилл Зотов                                                    | Юноши, спринт, 7,5 км                        | 24:33.7   | 2+1      | 48    |
| Антон Редькин                                                   | Юноши, индивидуальная гонка, 12,5 км         | 52:00.3   | 3+3+0+3  | 72    |
| Антон Редькин                                                   | Юноши, спринт, 7,5 км                        | 23:16.2   | 1+0      | 17    |
| Ильяс Хасенов                                                   | Юноши, индивидуальная гонка, 12,5 км         | 48:19.7   | 2+0+1+4  | 42    |
| Ильяс Хасенов                                                   | Юноши, спринт, 7,5 км                        | 26:38.9   | 4+3      | 77    |
| Мария Воробьёва                                                 | Девушки, индивидуальная гонка, 10 км         | 49:18.4   | 2+2+2+3  | 82    |
| Мария Воробьёва                                                 | Девушки, спринт, 6 км                        | DNF       | DNF      | DNF   |
| Алема Карабаева                                                 | Девушки, индивидуальная гонка, 10 км         | 43:27.3   | 1+0+1+2  | 36    |
| Алема Карабаева                                                 | Девушки, спринт, 6 км                        | 25:04.9   | 4+1      | 57    |
| Эвелина Мезенцева                                               | Девушки, индивидуальная гонка, 10 км         | 45:00.3   | 3+2+2+1  | 57    |
| Эвелина Мезенцева                                               | Девушки, спринт, 6 км                        | 25:23.8   | 4+3      | 62    |
| Алема Карабаева, Ильяс Хасенов                                  | Одиночная смешанная эстафета, 2×6 + 2×7,5 км | 47:31.0   | 0+7      | 10    |
| Алема Карабаева, Эвелина Мезенцева, Антон Редькин, Кирилл Зотов | Смешанная эстафета, 2×6 + 2×7,5 км           | 1:23:56.5 | 3+15     | 11    |

## Горнолыжный спорт
| Спортсмен              | Дисциплина                 | Заезд 1       | Заезд 1       | Заезд 2       | Заезд 2       | Итог    | Итог  |
| Спортсмен              | Дисциплина                 | Время         | Место         | Время         | Место         | Время   | Место |
| ---------------------- | -------------------------- | ------------- | ------------- | ------------- | ------------- | ------- | ----- |
| Ростислав Хохлов       | Юноши, супергигант         | Не проводится | Не проводится | Не проводится | Не проводится | 59.54   | 45    |
| Ростислав Хохлов       | Юноши, гигантский слалом   | 53.36         | 44            | 48.75         | 31            | 1:42.11 | 33    |
| Ростислав Хохлов       | Юноши, слалом              | 50.58         | 35            | 55.80         | 19            | 1:46.38 | 19    |
| Ростислав Хохлов       | Юноши, комбинация          | 58.68         | 42            | DNF           | DNF           | DNF     | DNF   |
| Александра Скороходова | Девушки, супергигант       | Не проводится | Не проводится | Не проводится | Не проводится | 55.71   | 18    |
| Александра Скороходова | Девушки, гигантский слалом | 49.71         | 9             | 52.80         | 4             | 1:42.51 | 5     |
| Александра Скороходова | Девушки, слалом            | 50.84         | 8             | 49.50         | 14            | 1:40.34 | 9     |
| Александра Скороходова | Девушки, комбинация        | 57.96         | 16            | 52.52         | 8             | 1:50.48 | 10    |

## Кёрлинг
| Спортсмены                       | Дисциплина     | Групповой этап                                | Групповой этап                                    | Групповой этап                                           | Групповой этап                                       | Групповой этап                               | Групповой этап | Четвертьфинал  | Полуфинал      | Финал / Матч за 3-е место |
| Спортсмены                       | Дисциплина     | Соперники Счёт                                | Соперники Счёт                                    | Соперники Счёт                                           | Соперники Счёт                                       | Соперники Счёт                               | Место          | Соперники Счёт | Соперники Счёт | Соперники Счёт            |
| -------------------------------- | -------------- | --------------------------------------------- | ------------------------------------------------- | -------------------------------------------------------- | ---------------------------------------------------- | -------------------------------------------- | -------------- | -------------- | -------------- | ------------------------- |
| Мерей Тастемир, Ибрагим Тастемир | Смешанные пары | Эмма Мюллер, · Луис Хайниш · ( Австрия) · L:W | Джой Сутор, · Леонхард Ангрик · ( Германия) · 4:8 | Яна-Тамара Хэхлен, · Невио Каччивио · ( Швейцария) · 1:9 | Виттория Майони, · Элиа Никелатти · ( Италия) · 10:2 | Катрин Шмидт, · Якоб Шмидт · ( Дания) · 3:15 | 5              | Не прошли      | Не прошли      | Не прошли                 |

## Конькобежный спорт
| Спортсмен                           | Дисциплина          | Полуфинал     | Полуфинал     | Финал     | Финал     |
| Спортсмен                           | Дисциплина          | Время         | Место         | Время     | Место     |
| ----------------------------------- | ------------------- | ------------- | ------------- | --------- | --------- |
| Руслан Жанадилов                    | Юноши, 500 м        | не проводится | не проводится | 38.26     | 14        |
| Руслан Жанадилов                    | Юноши, 1500 м       | не проводится | не проводится | 1:55.67   | 8         |
| Руслан Жанадилов                    | Юноши, масс-старт   | 5:36.69       | 8 Q           | 5:31.80   | 11        |
| Михаил Матрюхин                     | Юноши, 500 м        | не проводится | не проводится | 39.56     | 18        |
| Михаил Матрюхин                     | Юноши, 1500 м       | не проводится | не проводится | 2:01.60   | 17        |
| Михаил Матрюхин                     | Юноши, масс-старт   | 6:22.65       | 9             | Не прошёл | Не прошёл |
| Алина Шумекова                      | Девушки, 500 м      | не проводится | не проводится | 41.193    | 10        |
| Алина Шумекова                      | Девушки, 1500 м     | не проводится | не проводится | 2:09.27   | 11        |
| Алина Шумекова                      | Девушки, масс-старт | 5:59.81       | 5 Q           | DSQ       | —         |
| Кристина Шумекова                   | Девушки, 500 м      | не проводится | не проводится | 40.89     | 7         |
| Кристина Шумекова                   | Девушки, масс-старт | 6:26.07       | 7 Q           | 5:58.38   | 12        |
| Кристина Шумекова                   | Девушки, 1500 м     | не проводится | не проводится | 2:06.47   | 7         |
| Кристина Шумекова, Руслан Жанадилов | Смешанная эстафета  | DSQ           | —             | Не прошли | Не прошли |

## Лыжные гонки
| Спортсмен                                                                 | Дисциплина                          | Квалификация  | Квалификация  | Четвертьфинал | Четвертьфинал | Полуфинал     | Полуфинал     | Финал     | Финал     |
| Спортсмен                                                                 | Дисциплина                          | Время         | Место         | Время         | Место         | Время         | Место         | Время     | Место     |
| ------------------------------------------------------------------------- | ----------------------------------- | ------------- | ------------- | ------------- | ------------- | ------------- | ------------- | --------- | --------- |
| Берик Боранбаев                                                           | Юноши, спринт                       | 3:10.43       | 22 Q          | 3:07.01       | 5             | Не прошёл     | Не прошёл     | Не прошёл | Не прошёл |
| Берик Боранбаев                                                           | Юноши, 7,5 км классическим стилем   | Не проводится | Не проводится | Не проводится | Не проводится | Не проводится | Не проводится | 21:39.9   | 35        |
| Аубакир Тотанов                                                           | Юноши, спринт                       | 3:18.78       | 37            | Не прошёл     | Не прошёл     | Не прошёл     | Не прошёл     | Не прошёл | Не прошёл |
| Аубакир Тотанов                                                           | Юноши, 7,5 км классическим стилем   | Не проводится | Не проводится | Не проводится | Не проводится | Не проводится | Не проводится | 21:59.7   | 40        |
| Милана Мамедова                                                           | Девушки, спринт                     | 4:13.16       | 56            | Не прошла     | Не прошла     | Не прошла     | Не прошла     | Не прошла | Не прошла |
| Милана Мамедова                                                           | Девушки, 7,5 км классическим стилем | Не проводится | Не проводится | Не проводится | Не проводится | Не проводится | Не проводится | 27:28.8   | 52        |
| Виолетта Митропольская                                                    | Девушки, спринт                     | 3:50.35       | 33            | Не прошла     | Не прошла     | Не прошла     | Не прошла     | Не прошла | Не прошла |
| Виолетта Митропольская                                                    | Девушки, 7,5 км классическим стилем | Не проводится | Не проводится | Не проводится | Не проводится | Не проводится | Не проводится | 24:06.8   | 25        |
| Милана Мамедова, Берик Боранбаев, Виолетта Митропольская, Аубакир Тотанов | Смешанная эстафета, 4×5 км          | Не проводится | Не проводится | Не проводится | Не проводится | Не проводится | Не проводится | 58:57.4   | 16        |

## Прыжки с трамплина
| Спортсмен                                                      | Дисциплина                             | Раунд 1   | Раунд 1 | Раунд 1 | Финальный раунд | Финальный раунд | Финальный раунд | Итого | Итого |
| Спортсмен                                                      | Дисциплина                             | Дистанция | Очки    | Место   | Дистанция       | Очки            | Место           | Очки  | Место |
| -------------------------------------------------------------- | -------------------------------------- | --------- | ------- | ------- | --------------- | --------------- | --------------- | ----- | ----- |
| Илья Мизерных                                                  | Юноши, нормальный трамплин             | 103.5     | 110.2   | 3       | 102.0           | 103.8           | 3               | 214.0 | 1     |
| Илья Шильников                                                 | Юноши, нормальный трамплин             | 81.0      | 59.6    | 30      | 84.0            | 64.8            | 25              | 124.4 | 30    |
| Алёна Свириденко                                               | Девушки, нормальный трамплин           | 66.5      | 26.1    | 26      | 69.0            | 27.8            | 28              | 53.9  | 27    |
| Софья Шишкина                                                  | Девушки, нормальный трамплин           | 63.5      | 20.1    | 28      | 65.0            | 24.3            | 29              | 44.4  | 29    |
| Илья Мизерных, Илья Шильников, Алёна Свириденко, Софья Шишкина | Смешанная команда, нормальный трамплин | —         | 249.1   | 13      | —               | 242.2           | 13              | 491.3 | 13    |

## Фристайл
| Спортсмен                       | Дисциплина                            | 1/8 финала                                         | 1/4 финала | Полуфинал | Финал / Матч за 3-е место |
| ------------------------------- | ------------------------------------- | -------------------------------------------------- | ---------- | --------- | ------------------------- |
| Юлия Феклистова, Денис Раструба | Смешанные команды, параллельный могул | Лили Джоли, · Поль Андреа Гей · ( Франция) · 20:50 | Не прошли  | Не прошли | Не прошли                 |

| Спортсмен       | Дисциплина                  | Групповой этап | Групповой этап | Полуфинал | Финал / Малый финал | Место |
| Спортсмен       | Дисциплина                  | Очки           | Место в группе | Полуфинал | Финал / Малый финал | Место |
| --------------- | --------------------------- | -------------- | -------------- | --------- | ------------------- | ----- |
| Денис Раструба  | Юноши, параллельный могул   | 10             | 3              | Не прошёл | Не прошёл           | 10    |
| Юлия Феклистова | Девушки, параллельный могул | 10             | 3              | Не прошла | Не прошла           | 9     |

## Хоккей
| Дисциплина        | Групповой этап | Групповой этап | Групповой этап | Групповой этап | Групповой этап          | Групповой этап | Групповой этап         | Групповой этап | Полуфинал      | Матч за 3-е место | Матч за 3-е место |
| Дисциплина        | Соперники Счёт | Соперники Счёт | Соперники Счёт | Соперники Счёт | Соперники Счёт          | Соперники Счёт | Соперники Счёт         | Место          | Соперники Счёт | Соперники Счёт    | Место             |
| ----------------- | -------------- | -------------- | -------------- | -------------- | ----------------------- | -------------- | ---------------------- | -------------- | -------------- | ----------------- | ----------------- |
| Юноши, хоккей 3x3 | Польша · 18:8  | Австрия · 8:9  | Латвия · 11:15 | Дания · 6:8    | Китайский Тайбэй · 14:2 | Испания · 14:4 | Великобритания · 22:13 | 4              | Латвия · 5:19  | Австрия · 6:5     | 3                 |

## Шорт-трек
| Мейиржан Толеген                                                            | Юноши, 500 м       | 43.517        | 2 Q           | 42.680        | 5             | Не прошёл | Не прошёл | Не прошёл | Не прошёл |           |           |
| Мейиржан Толеген                                                            | Юноши, 1000 м      | 1:34.212      | 4             | Не прошёл     | Не прошёл     | Не прошёл | Не прошёл | Не прошёл | Не прошёл |           |           |
| Мейиржан Толеген                                                            | Юноши, 1500 м      | не проводится | не проводится | YC            | —             | Не прошёл | Не прошёл | Не прошёл | Не прошёл |           |           |
| Ерасыл Шынгысхан                                                            | Юноши, 500 м       | 44.812        | 3             | Не прошёл     | Не прошёл     | Не прошёл | Не прошёл | Не прошёл | Не прошёл |           |           |
| Ерасыл Шынгысхан                                                            | Юноши, 1000 м      | 1:35.324      | 4             | Не прошёл     | Не прошёл     | Не прошёл | Не прошёл | Не прошёл | Не прошёл |           |           |
| Ерасыл Шынгысхан                                                            | Юноши, 1500 м      | не проводится | не проводится | 2:24.126      | 4 q           | 2:41.421  | 5         | Не прошёл | Не прошёл |           |           |
| Анастасия Астраханцева                                                      | Девушки, 500 м     | 45.832        | 2 Q           | 1:04.707      | 5             | Не прошла | Не прошла | Не прошла | Не прошла |           |           |
| Анастасия Астраханцева                                                      | Девушки, 1000 м    | 1:39.806      | 1 Q           | 1:37.164      | 4             | Не прошла | Не прошла | Не прошла | Не прошла |           |           |
| Анастасия Астраханцева                                                      | Девушки, 1500 м    | не проводится | не проводится | 2:38.781      | 2 Q           | 2:26.914  | 3 QB      | 2:46.816  | 6 (13)    |           |           |
| Полина Омельчук                                                             | Девушки, 500 м     | 45.230        | 1 Q           | 45.062        | 3             | Не прошла | Не прошла | Не прошла | Не прошла |           |           |
| Полина Омельчук                                                             | Девушки, 1000 м    | 1:36.334      | 2 Q           | 1:33.253      | 3 q           | 1:32.918  | 2 QA      | 1:41.600  | 3         |           |           |
| Полина Омельчук                                                             | Девушки, 1500 м    | не проводится | не проводится | 2:33.959      | 3 Q           | 2:26.749  | 2 QA      | 2:43.162  | 6         |           |           |
| Анастасия Астраханцева, Полина Омельчук, Ерасыл Шынгысхан, Мейиржан Толеген | Смешанная эстафета | не проводится | не проводится | не проводится | не проводится | PEN       | —         | Не прошли | Не прошли | Не прошли | Не прошли |